# 朱楧
肅莊王朱楧（1376年10月10日—1420年1月5日），明朝第一代肅王，明太祖朱元璋第十四子，母郜氏。

## 生平
洪武九年九月二十七日（1376年10月10日）生。洪武十一年正月初一（1378年），封漢王，封国选为陝西汉中府，因年幼留京師。洪武二十四年（1391年）四月十三日，改封肅王。洪武二十五年（1392年），與衛王（遼简王）朱植、谷王朱橞、慶靖王朱㮵、寧獻王朱權、岷莊王朱楩五王練兵臨清。同年六月初三正式就藩甘州。設立王署管理陝西行都司甘州五衛軍務。洪武二十六年（1393年），受命驻平凉。洪武三十年（1397年），令督军囤糧，並與長興侯耿炳文一同出征蠻族。建文元年（1399年），上表乞内徙，遂移封至臨洮府蘭縣。永樂六年（1408年），捶殺衛卒三人及受哈密國進马，逮其長史官屬。永樂十七年十二月庚寅（1420年1月5日）逝世，在位四十二年，壽四十四，諡莊。葬金縣平地里（今榆中县來紫堡鄉）。五年後（永樂二十二年，1424年），庶長子朱贍焰嗣位。
虽然明太祖规定藩王岁禄一万石，但朱楧的岁禄只有五百石。

## 家庭

### 妻
- 孙氏，指挥孙继达之女，洪武二十七年（1394年）封肅王妃[2]。

### 妾
- 薛氏，宣德六年（1431年）封肅王太夫人[3]。
- 張氏（－1451年）[4]，宣德六年（1431年）封肅莊王夫人，生朱贍焰[3]。

### 子
- 庶長子：肅康王朱贍焰

### 女
- 長女：崇信郡主，儀賓張端[5]
- 第三女：狄道縣主，自幼喑瘂[6]